# Universidade de Newcastle
A Universidade de Newcastle (em inglês: University of Newcastle) (oficialmenteː University of Newcastle upon Tyne) é uma universidade localizada em Newcastle, no estado de Nova Gales do Sul, Austrália. Foi fundada em 1965.